# 技术革新
技术革新、技术开发和技术成就（或技术进步）是技术或过程上发明、创新和扩散的整体过程。本质上，技术革新也是技术（包括过程）发明及其商业化。它通过研发产生新兴技术，通过技术持续改进往往能降低成本，通过技术传播推广到整个行业或社会（其中有时会涉及破坏性创新和技术融合）。总之，技术革新是基于更好和更多的技术。

## 技术革新模型

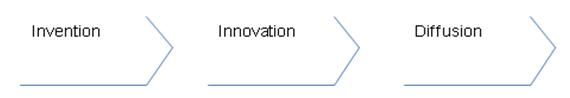
技术革新过程原始的三阶段模型——发明→革新→扩散

在早期，是用“线性创新模型”来阐述技术革新的，但这个模型现在已经基本上被弃用了。作为替代的新技术革新模型，涉及了研究、开发、扩散和使用等所有阶段的创新。当谈到“技术革新模型”时，往往意味着创新的过程。持续改进的过程常常被描绘成费用随时间降低的曲线（例如燃料电池，每年都会变得更便宜）。
- 技术革新往往使用学习曲线来建模，例如：Ct=C0*Xt^-b
- 技术革新本身通常包含在其它模型中（例如气候变化模型），也往往被作为外源（英语：Exogeny）因素来采用。最近技术革新还经常被作为内源因素。这意味着，它被用作你可以影响的东西。一个被普遍接受[誰說的？]的观点是，政策可以影响技术革新的速度和方向（例如更清洁的技术）。这被称为诱发型技术革新。

### 发明
创造新的东西，或者一项“突破”技术。例如，个人电脑。

### 扩散
社会或行业中的技术传播：技术扩散通常遵循S型曲线——技术的早期版本并不成功，而接下来一段时期的成功创新则被广泛接受，最后随着技术在市场中达到其最大潜力而衰落。以个人计算机为例，它已远远超出家用的设定，进入商业领域，诸如办公室工作站和[网站]]的宿主服务器。
- 关于扩散的数学处理，参见逻辑斯谛函数
- 关于技术扩散的例子，参见创新扩散理论和国际应用系统分析研究所（IIASA）
- 关于各种扩散曲线（英语：Diffusion curve），例如电器、家用电气化和通讯，参见创新扩散理论（扩散数据）

## 技术革新是社会过程
如果支持“技术革新是社会过程”这一观点，一般也会认同社会环境和交流的重要性。根据这个模型，技术革新被看作是一个社会过程，涉及产生者、使用者和其他人（如政府），这些人被文化环境、政治体系和市场营销战略深刻地影响着。
在自由市场经济中，利益最大化是技术革新的强大推动力。一般来说，只有那些承诺为投入生产资金的资本家带来最大利润的技术，才能被开发和进入市场。任何技术如果无法满足这个条件，即使他们可能满足非常重要的社会需求，都不会被开发。因此，金融资本利益对“技术革新是社会过程”存在强烈偏见。目前并没有很好地建立起民主进程，例如在新技术开发和上市之前对其社会或环境影响进行投票，这将允许普通公民为技术革新指引道路。

### 扩散的要素
技术革新过程的重点是四项关键要素：（1）一项创新技术（2）与一个社会系统的成员（3）通过某种渠道进行交流（4）他们在一段时间接受它。这些要素来自埃弗里特·M·罗杰斯的创新扩散理论，他使用了通信类型的方法。

### 创新
罗杰斯提出，创新技术有五个主要特性会影响其接受程度。他称它们为ACCTO标准，即相对优越性、兼容性、复杂性、可验证性和可观测性。相对优越性可能是经济的或非经济的，它是指在同样满足需求的情况下，认为一项创新比现有创新优秀的程度。它正相关于接受度（即，相对优越性较高，接受度就越高，反之亦然）。兼容性是一项创新与已有技术相一致的程度，这表现在对潜在的接受者的现有价值、过去经验、习惯和需求等方面；兼容性差将导致接受缓慢。复杂性是创新表现出的难以理解和使用的程度；创新越复杂，则接受越慢。可验证性是创新可以在有限基础上尝试的程度，它与接受度正相关。可验证性能加快接受速度，因为小规模测试可以降低风险。可观测性是创新结果可以被他人观测的程度，与接受度正相关。

#### 交流渠道
交流渠道是指从来源将消息传达给接收者所使用的途径。信息可以通过两个根本不同而又互补的交流渠道来交换。认知往往是通过大众媒体来获得，而接受则主要通过面对面交流，因为它能减少不确定性。

#### 社会系统
社会系统提供了一个媒介，创新通过它被接受，并以之为边界。社会系统结构从多个方面影响技术革新。社会规范、意见领袖、改变代理商、政府和创新的影响力都有影响，也涉及文化环境、政治机构的性质、法律、政策和行政结构。

#### 时间
接受过程在许多方面涉及到时间。时间维度涉及个人或其它接受者的创新性，它是创新被接受的相对早晚程度。

技术革新会使生产可能性曲线外移，从而导致经济增长。

## 经济学
在经济学中。技术革新是在一套可行的生产集中的变化。
按照约翰·希克斯（1932年）的理论，如果一项技术革新对于给定的资本-劳力比率，并没有改变资本边际产品对劳动者边际产品的比例，则技术创新是希克斯中立的。如果该技术是劳动力增加的（比如有利于劳动力），则技术创新是哈罗德中立的（根据罗伊·哈罗德）；如果该技术是资本增加的（比如有利于资本），则它是索洛中立的。

## 扩展阅读
书籍
- Jones, Charles I.  [经济增长介绍]. W.W.Norton. 1997. ISBN 0-393-97174-0 （英语）.
- 托马斯·库恩.  [科学革命的结构] 3rd. 芝加哥大学出版社. 1996. ISBN 0-226-45808-3 （英语）.
- 埃德温·曼斯菲尔德（英语：Edwin Mansfield）.  [微观经济理论及其应用] 11th. W.W.Norton. 2003年. ISBN 0-393-97918-0 （英语）.
- 埃弗里特·M·罗杰斯.  [创新的扩散] 5th. Free Press. 2003. ISBN 0-7432-2209-1 （英语）.
- Green, L.  [技术文化]. 艾伦和安文（英语：Allen & Unwin）、Crows Nest. 2001: 1–20 （英语）.

文章
- Danna, W.  [他们有个卫星而且他们知道如何使用]. American Journalism. Spring. 2007, 24 (2): 87–110 （英语）.[需要解释]
- Dickey, Colin.  [我们设计中的一个故障]. 万古（英语：Aeon (digital magazine)）. 2015年1月  [2017-09-03]. （原始内容存档于2015-08-12） （英语）. Perhaps a brighter technological future lies less in the latest gadgets, and rather in learning to understand ourselves better, particularly our capacity to forget what we’ve already learned. The future of technology is nothing without a long view of the past, and a means to embody history’s mistakes and lessons.
- Hanlon, Michael.  [黄金季节]. 万古（英语：Aeon (digital magazine)）. 2014年12月  [2017-09-03]. （原始内容存档于2015-09-05） （英语）. Some of our greatest cultural and technological achievements took place between 1945 and 1971. Why has progress stalled?

Template:新兴技术